# Juri Alexandrowitsch Wolkow
Juri Alexandrowitsch Wolkow (russisch Юрий Александрович Волков; * 18. April 1937 in Moskau, Russische SFSR; † 17. Mai 2016 ebenda) war ein sowjetischer Eishockeyspieler und -trainer.

## Karriere
1955 begann Wolkow seine Profikarriere bei Krylja Sowetow Moskau. 1956 wechselte er zum HK Lokomotive Moskau. Von 1960 bis 1967 spielte der Center für den Stadtrivalen HK Dynamo Moskau.
Für die sowjetische Eishockeynationalmannschaft absolvierte er zehn Partien bei den Eishockey-Weltmeisterschaften 1963 und 1965, schoss dabei sechs Tore und gewann mit seinem Team jeweils die Goldmedaille.
1963 wurde er als Verdienter Meister des Sports ausgezeichnet.
Nach Beendigung seiner Sportkarriere war er Assistenztrainer bei Dynamo Moskau (1967 bis 1970) und beim SC Dynamo Berlin (1. Juni 1970 bis 22. Dezember 1972) tätig. Anschließend arbeitete er von 1972 bis 1973 für MGS Dynamo und war in den Jahren 1973 bis 1997 Angestellter des Außenministeriums der UdSSR und Russlands.